# Calaina admirabilis
Calaina admirabilis is een keversoort uit de familie bladkevers (Chrysomelidae). De wetenschappelijke naam van de soort werd in 1887 gepubliceerd door Ludwig Wilhelm Schaufuss.